# VDL Bus Heerenveen
VDL Bus Heerenveen (voorheen VDL Berkhof Heerenveen) is een Nederlandse autobusfabriek in Heerenveen. Op deze locatie worden onder andere stads- en streekbussen gemaakt. Het bedrijf is een dochteronderneming van de busdivisie VDL Bus & Coach van de VDL Groep.

## Geschiedenis
VDL Bus Heerenveen is een voortzetting van carrosseriebouwer Hainje, die op 11 november 1907 werd opgericht. Op 1 januari 1989 werd dit bedrijf overgenomen door de Berkhof Groep uit Valkenswaard. De naam van Hainje werd veranderd in VDL Berkhof Heerenveen en de naam Berkhof in Valkenswaard werd VDL Berkhof Valkenswaard.
In 1998 werd Berkhof overgenomen door Van der Leegte (VDL), van oorsprong een constructiebedrijf met hoofdkwartier in Eindhoven. De VDL Groep had reeds DAF Bus overgenomen en had duidelijk ambities in deze branche. Van busbouwer Smit Joure, ook in 1998 overgenomen door de VDL Groep, werd een deel van de productie in 1999 overgeheveld naar Berkhof Valkenswaard (en een ander deel naar VDL Berkhof Heerenveen).
In 2003 vond er een reorganisatie plaats binnen de VDL Groep, waardoor het busbouwbedrijf veranderde in VDL Berkhof Heerenveen. Samen met VDL Berkhof Valkenswaard en enkele andere bedrijfsonderdelen ging het deel uitmaken van de overkoepelende organisatie VDL Bus Groep.
Na een aantal moeilijke jaren gaat het weer een stuk beter. VDL ontwikkelde een aantal succesvolle busmodellen, zoals de Axial, Ambassador, en Diplomat. In 2007 werd de VDL Citea ontwikkeld ter vervanging van de Jonckheer en de Diplomat. Gezamenlijk bouwen de Berkhof-bedrijven rond de 600 bussen per jaar.
Voor Connexxion in Friesland heeft VDL Berkhof in Heerenveen speciale bussen laten bouwen, namelijk de VDL Procity. Bij Connexxion rijden in Friesland alle bussen onder de merknaam Frysker en in Leeuwarden als Maxx. Deze bus is oorspronkelijk ontwikkeld door Denolf & Depla. De productie werd in 2003 verplaatst naar VDL Jonckheere waar de bus al snel uit productie werd gehaald. In 2007 ontwikkelde Berkhof de bus opnieuw. Wegens technische mankementen aan de remmen zijn deze bussen later ingezet dan aanvankelijk de bedoeling was.
Op 11 november 2007 bestond VDL Berkhof Heerenveen 100 jaar.
Op 25 september 2010 ging de naam VDL Bus Groep over op de naam VDL Bus & Coach. Het nieuwe VDL logo werd ontworpen door Van der Veer Designers uit Geldermalsen. In september 2011 heeft VDL Berkhof Heerenveen haar naam gewijzigd in VDL Bus Heerenveen.
In februari 2021 kondigde VDL aan dat de productie van bussen in de loop van 2022 wordt overgeheveld naar andere vestigingen. De fabriek in Heerenveen zal zich toeleggen op badkamers en andere woningonderdelen.

## Producten

Bussen die door VDL Bus Heerenveen en voorgangers zijn of worden geproduceerd.
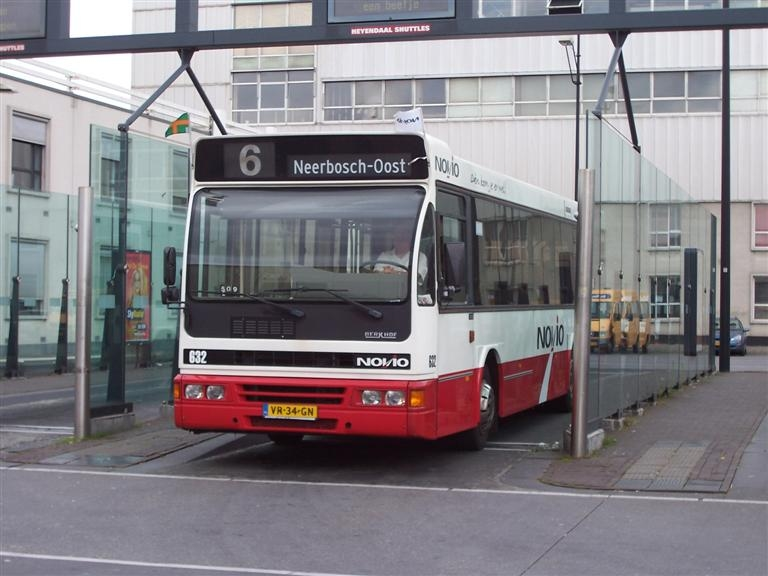
Standaardbus ST2000
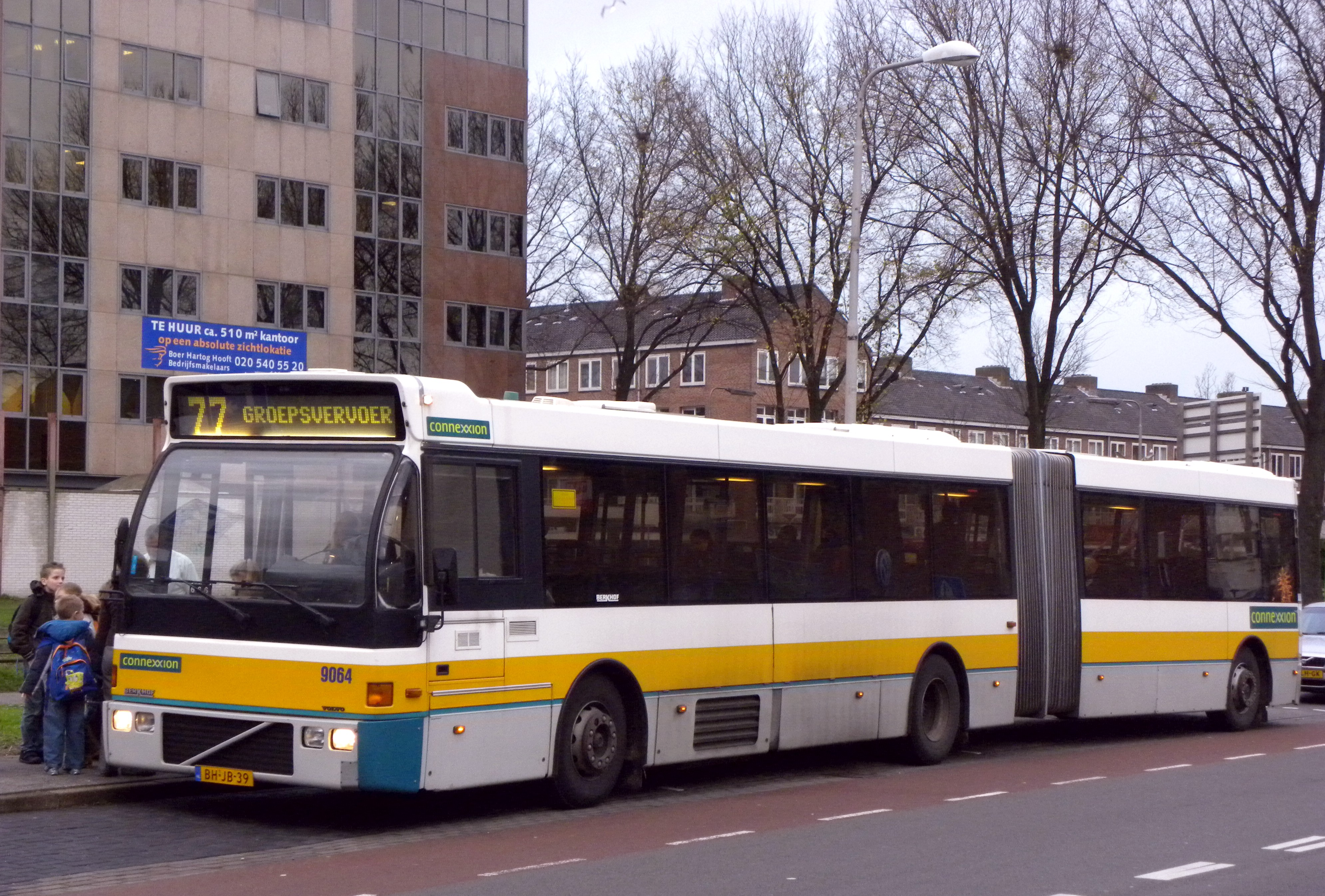
Duvedec
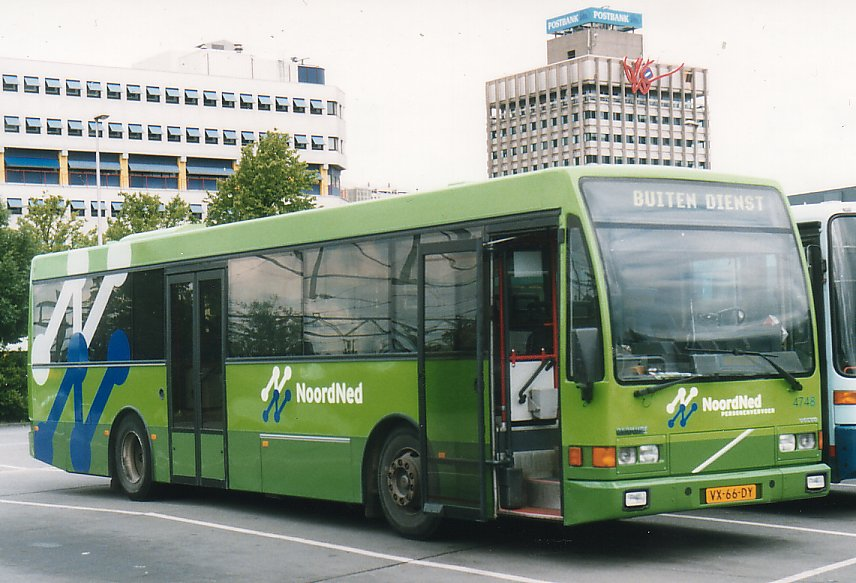
2000NL
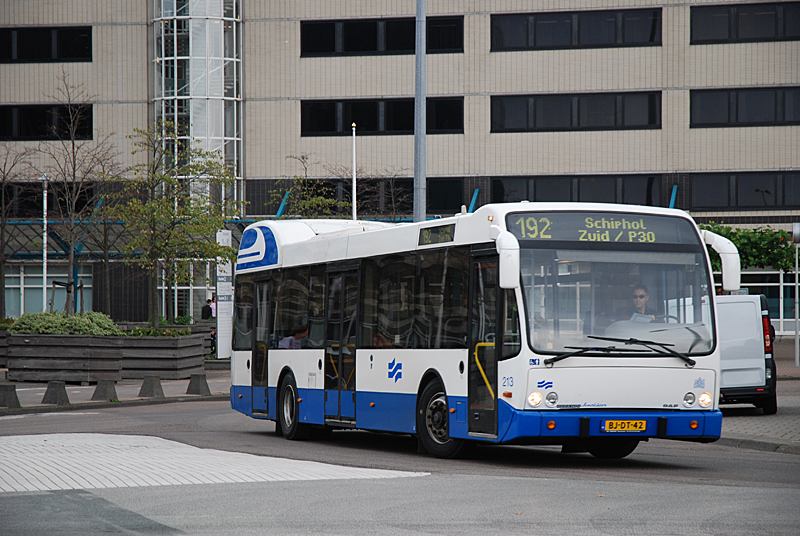
Jonckheer
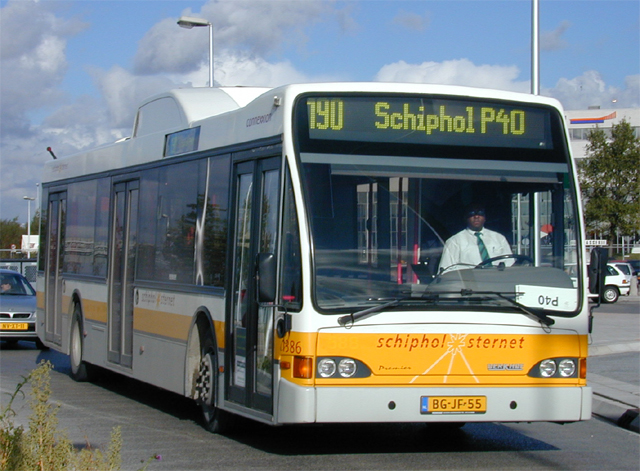
Premier
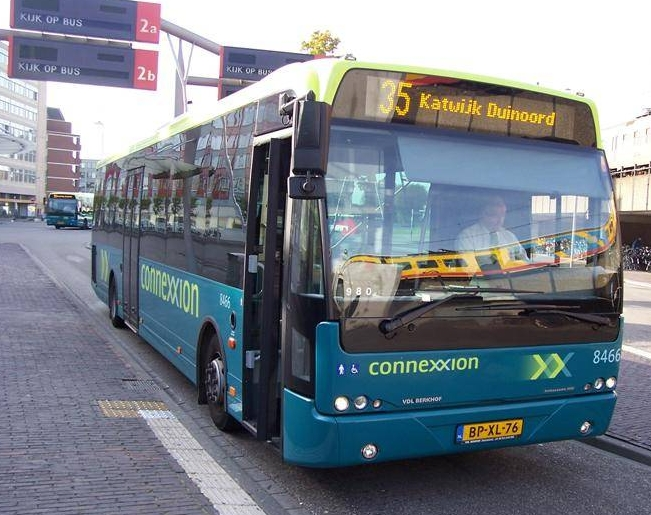
Ambassador
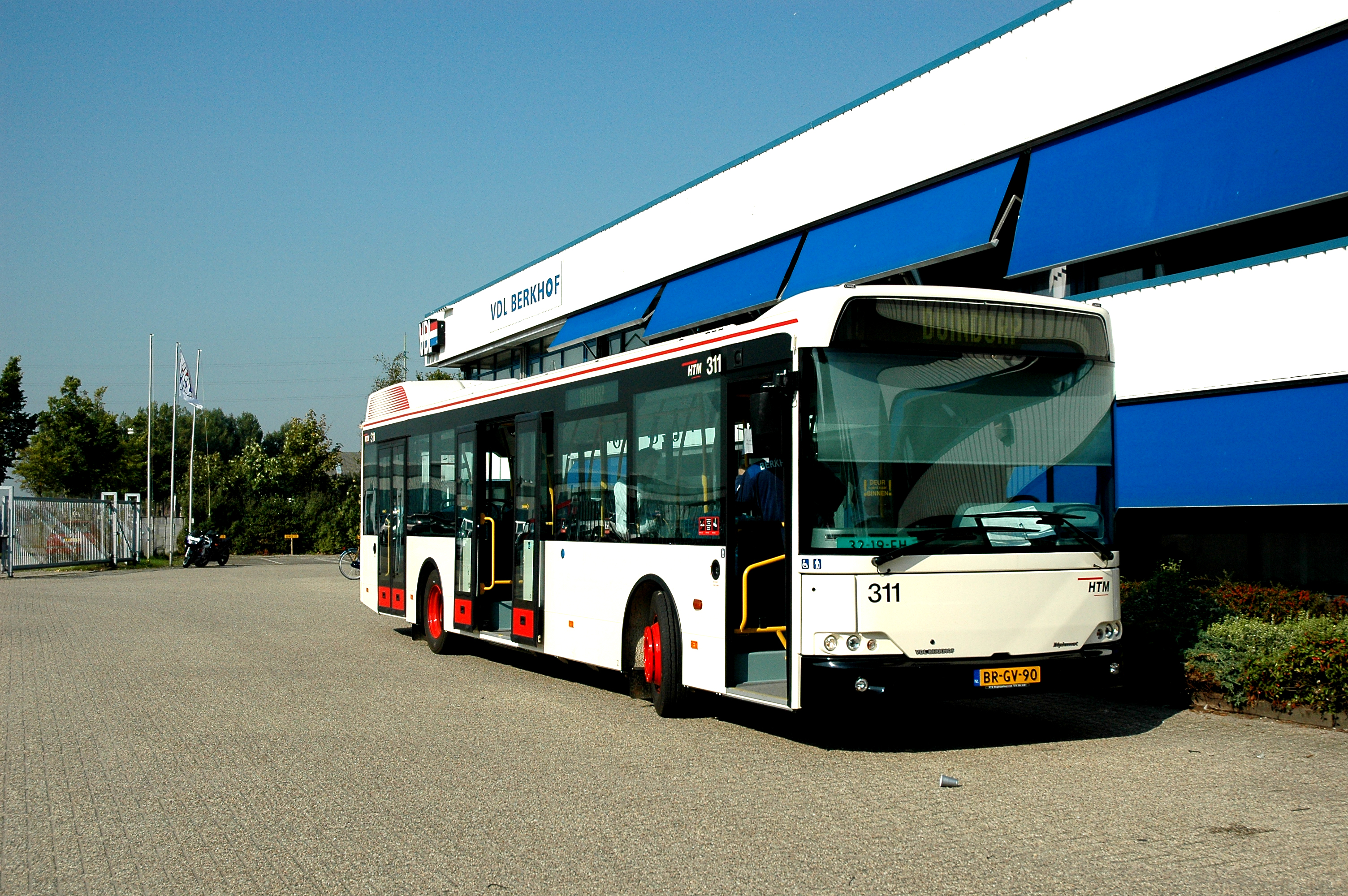
Diplomat
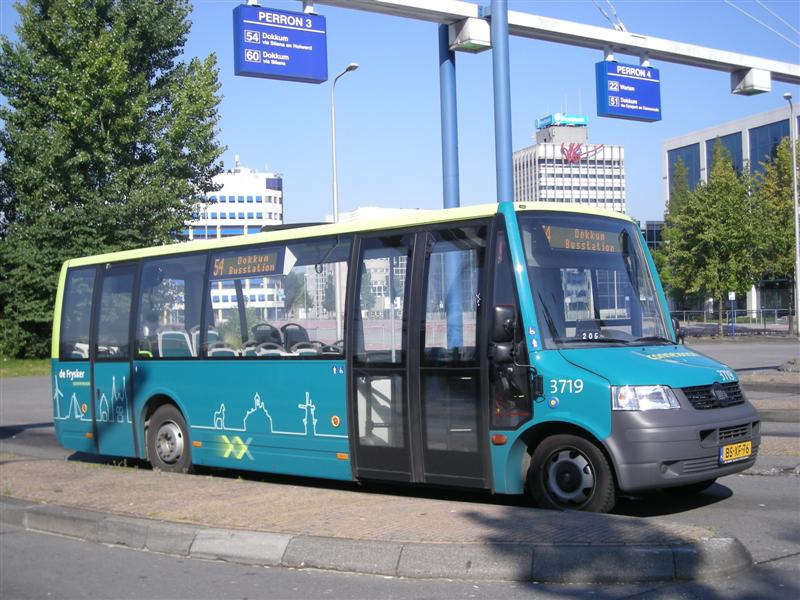
Procity
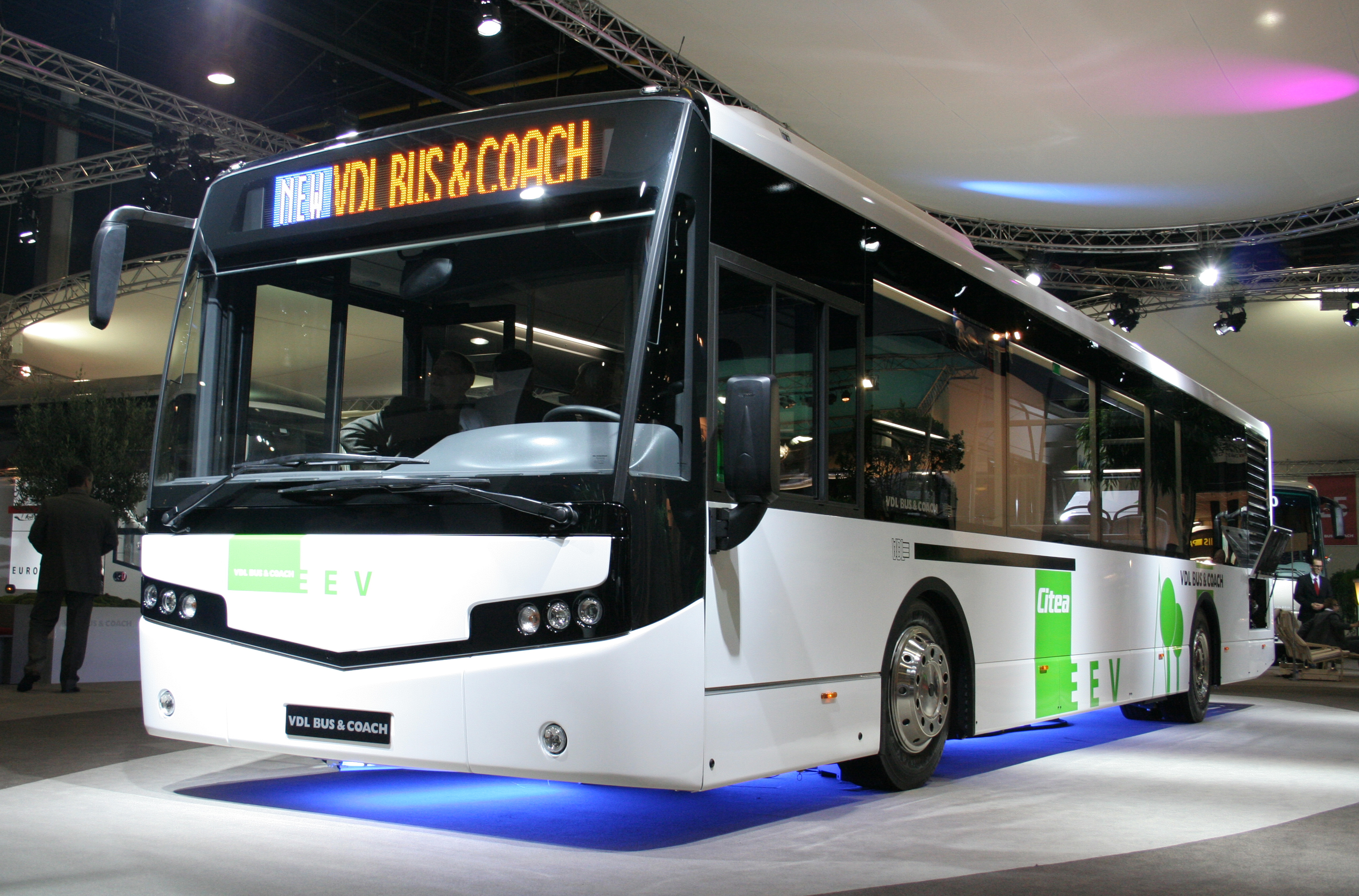
Citea